# Гакона
Гакона (англ. Gakona, атна Ggax Kuna) — статистически обособленная местность в зоне переписи населения Коппер-Ривер, штат Аляска, США.

## История
Атабаскский народ атна проживает в бассейне реки Коппер уже на протяжении последних 5000—7000 лет. Изначально Гакона была временным лагерем, используемым для сезонной охоты и рыбалки, а позже стала постоянной деревней.

## География
Расположен на реке Коппер, в месте, где в неё впадает река Гакона, в 32 км к северо-востоку от Гленналлена, в 338 км к востоку от Анкориджа и в 402 км к югу от Фэрбанкса. Площадь статистически обособленной местности составляет 158,9 км², из которых 158,9 км² — суша и 0 км² — открытые водные пространства.
Климат Гаконы характеризуется как континентальный, с долгими холодными зимами и относительно тёплым летом.

## Население
По данным переписи 2000 года, население статистически обособленной местности составляло 215 человек. Расовый состав: коренные американцы — 12,09 %; белые — 75,35 %; представители других рас — 1,86 %; представители двух и более рас — 10,70 %. Доля лиц латиноамериканского происхождения любой расы составляет 1,40 %.
Доля лиц в возрасте младше 18 лет — 28,8 %; лиц от 18 до 24 лет — 3,7 %; лиц от 25 до 44 лет — 27,4 %; лиц от 45 до 64 лет — 31,6 % и лиц старше 65 лет — 8,4 %. Средний возраст населения — 41 года. На каждые 100 женщин приходится 133,7 мужчин; на каждые 100 женщин в возрасте старше 18 лет — 131,8 мужчин.
Средний доход на совместное хозяйство — $33 750; средний доход на семью — $44 375. Средний доход на душу населения — $18 143. Около 9,4 % семей и 10,8 % жителей живут за чертой бедности, включая 3,4 % лиц в возрасте младше 18 лет и 10,5 % лиц старше 65 лет.

## Транспорт
Гакона связана автомобильными дорогами с Анкориджем и Фэрбанксом.

## Комплекс HAARP
Вблизи Гаконы расположен комплекс исследования ионосферы и полярных сияний HAARP.